# Bond, jo també em dic James Bond
Bond, jo també em dic James Bond (originalment en anglès, The Other Fellow) és un docudrama britànic de 2022 que explora el tema de la identitat masculina a través de les vides, personalitats i aventures d'un grup divers d'homes que comparteixen el mateix nom: James Bond. La pel·lícula combina entrevistes amb imatges d'acció en directe i seqüències de recreació dels seus temes. La pel·lícula va ser escrita, produïda i dirigida pel director australià Matthew Bauer. S'ha doblat al català pel programa Sense ficció de TV3.